# 凱薩琳·哈恩
凯瑟琳·哈恩（英語：Kathryn Hahn，1973年7月23日—）是一名美国女演员，因出演电视剧《遇见乔丹》而知名。

## 早年生活
哈恩生于伊利诺伊州威彻斯特，在俄亥俄州克利夫兰高地长大，拥有德国、爱尔兰、英国血统。她在西北大学修得戏剧学士学位后就读于耶鲁大学。在耶鲁大学戏剧学院期间，她参演了戏剧《歌厅》和莫里哀的《厌世者》。

## 私生活
哈恩与男演员伊桑·桑德勒于2002年1月3日结婚，住在洛杉矶，育有一子（伦纳德，2006年10月8日生）一女（梅，2009年7月27日生）。梅超前出世。她与伦纳德的怀孕剧情被写进《遇见乔丹》，桑德勒被描绘成孩子的父亲。

## 参演作品
- 《無限可能：假如…？》（2024）：影集
- 《阿嘉莎：無所不在》（2024）：影集
- 《最美丽的小事》（2023）：影集
- 《尖叫旅社：變形怪獸》（2022）
- 《鋒迴路轉：抽絲剝繭》（2022）
- 《汪達幻視》（2021）：影集
- 《弗莱彻夫人》（2019）：影集
- 《蜘蛛人：新宇宙》（2018）
- 《尖叫旅社3：怪獸假期》（2018）
- 《非孕私生活》（2018）
- 《阿姐響叮噹》（2017）
- 《阿姐萬萬醉》（2016）
- 《神奇隊長》（2016）
- 《荒唐分局》（2016）：影集
- 《探訪驚魂》（2015）
- 《明日世界》（2015）
- 《透明家庭》（2014-2019）：影集
- 《离别七日情》（2014）
- 《白日梦想家》（2013）
- 《冒牌家庭》（2013）
- 《脏话》（2013）
- 《午后乐事》（2013）
- 《公园与游憩》（2012-2015）：影集
- 《女孩我最大》（2012）：影集
- 《新聞編輯室》（2012）：影集
- 《独裁者》（2012）
- 《漫遊》（2012）
- 《我们的傻佬哥》（2011）
- 《你怎知道》（2010）
- 《王牌售车员》（2009）
- 《革命之路》（2008）
- 《非亲兄弟》（2008）
- 《魔力玩具盒》（2007）
- 《恋爱假期》（2006）
- 《相见恨早》（2005）
- 《王牌播音员》（2004）
- 《偶像有约》（2004）
- 《情感弯道》（2004）
- 《王牌播音员：失落的电影》（2004）
- 《十日拍拖手册》（2003）
- 《遇见乔丹》（2001-2007）：影集

## 獎項和提名

### 艾美獎
- 2023：提名-有限影集/獨立單元劇集及電視電影最佳女主角《最美丽的小事》
- 2021：提名-有限影集/獨立單元劇集及電視電影最佳女配角《汪達幻視》
- 2017：提名-最佳喜劇類影集女配角《透明家庭》

### 美國演員工會獎
- 2023：提名-電視電影或有限劇集最佳女演员《最美丽的小事》
- 2017：提名-最佳電影卡司《神奇隊長》
- 2016：提名-喜劇類影集最佳整體演出《透明家庭》

### 卫星奖
- 2018：提名-最佳男主角——音乐、喜剧系列《我爱迪克》

### MTV影視大獎
- 2021：最佳反派《汪達幻視》
- 2021：最佳打鬥《汪達幻視》

### 人民选择奖
- 2021：提名-电视女明星《汪達幻視》